# Stade Parque Amazonense
Le Stade Parque Amazonense (en portugais : Estádio Parque Amazonense), également surnommé le Prado, est un ancien stade de football brésilien situé à Nosso Senhora das Graças, quartier de la ville de Manaus, dans l'État de l'Amazonas.
Le stade, doté de 10 000 places et inauguré en 1918 puis démoli en 1980, servait d'enceinte à domicile à plus d'une dizaine d'équipes de football locales.

## Histoire
Les travaux du stade débutent en 1906 pour s'achever 12 ans plus tard. Le lieu ouvre au public en 1912, sous Constantino Néri.
Il est inauguré le 13 juillet 1918 lors d'une défaite 3-0 des locaux d'une équipe de joueurs portugais de la ville contre une sélection de joueurs du Pará (le premier but officiel au stade étant inscrit par Arthur Moraes, joueur du Pará).
Il est alors le tout premier stade de l'état de l'Amazonas.
Il est également le théâtre de compétitions hippiques.
Au cours de son histoire, il a changé plusieurs fois de propriétaire et a subi plusieurs transformations.
Le 21 mai 1967, le Parque Amazonense est témoin d'un triste évenement. Lors du match entre le Rio Negro et São Raimundo, plusieurs supporters sont blessés lors du glissement des planches servant de passerelle, provoquant une chute de 3 mètres. Selon les rapports du journaliste Carlos Zamith, l'un des supporters blessés décède peu de temps après avoir reçu des soins médicaux.
Peu de temps après l'accident, Artur et Amadeu Teixeira (les propriétaires du stade) décident de céder le stade, ayant perdu son prestige local, à un groupe de la construction civile.
Le dernier match officiel à se jouer au Parque Amazonense a lieu le 8 juillet 1973 entre Rio Negro et l'AA Rodoviária, se terminant par une victoire 3-1 pour Rio Negro. Il est officiellement fermé le 8 juillet 1976 puis démoli en 1980.
De nos jours, un parc figure sur l'ancien emplacement du stade, où sont encore joués des matchs amateurs du championnat de l'Amazonas.